# HD 25330
HD 25330，又名BD+09 528，SAO 111566、HR 1243，是一颗恒星，视星等为5.67，位于銀經180.76，銀緯-30.8，其B1900.0坐标为赤經3h 56m 18.7s，赤緯+9° -30.8′ 3″。